# 어셈블리 (드라마)
《어셈블리》는 2015년 7월 15일부터 2015년 9월 17일까지 KBS2에서 방영된 수목 미니시리즈인데 초반 급박하던 전개가 갑작스럽게 늘어지기 시작했던 탓인지 한자릿수 시청률로 기대 이하의 성적에 그쳤으며 2008년 월화 미니시리즈 《강적들》로 KBS 드라마 외주제작에 참여했던 해당 드라마 외주제작사 KBS 미디어는 해당 작품 포함 《공주의 남자》 《직장의 신》 (이상 공동 외주제작) 《구르미 그린 달빛》을 제외하면 평일 미니시리즈 부문에서 이렇다할 성적을 올리지 못했는데 노련한 드라마 전속작가와 연출자 부족에 시달린 게 컸고 월화 미니시리즈 《완벽한 아내》를 끝으로 드라마사업팀을 자회사 몬스터유니온에 이관했다.

## 줄거리
정치의 본산이자 민의의 전당 국회를 배경으로 한 휴먼 정치 드라마.

## 등장 인물

### 주요 인물
- 정재영 : 진상필 역 - 중공업 해고 노동자 출신 국회의원
- 송윤아 : 최인경 역
- 옥택연 : 김규환 (배규환) 역 (아역 : 이승우)
- 장현성 : 백도현 역
- 박영규 : 박춘섭 역
- 김서형 : 홍찬미 역

### 여당 사람들
- 이원재 : 강상호 역
- 정희태 : 임규태 역

### 야당 사람들
- 최진호 : 조웅규 역
- 길해연 : 천노심 역

### 진상필 의원실 사람들
- 성지루 : 변성기 역 - 해고 노동자 출신이며 진상필의 친구
- 윤복인 : 오애리 역
- 서현철 : 서동재 역
- 임지규 : 심동천 역
- 김보미 : 송소민 역
- 강서하 : 박다정 역

### 그 외 인물
- 이항나 : 김경아 역 - 진상필의 아내
- 김지민 : 진주희 역 - 진상필의 딸
- 한석준 : 정치부 기자 겸 앵커 역
- 서광재 : 판사 역
- 최영
- 금동현
- 설창희
- 김익태 : 국회의장 역
- 손선근
- 원근희 : 윤정수 역
- 전진기 : 김최고 역
- 정아미 : 박최고 역
- 최범호 : 비서실장 역
- 민준현
- 최효상
- 전일범
- 박규점
- 민경진
- 한태일
- 유형관
- 강철성
- 금호석
- 윤갑수
- 권태원 : 주철순 역
- 옥주리
- 정동규
- 홍승범 : 앵커 역
- 이원장
- 구건민

### 특별 출연
- 손병호 : 배달수 역 - 정리해고에 반대하는 투쟁을 한 해고 노동자, 배규환의 아버지
- 조재현 : 김동식 역
- 박지일 : 오세창 역
- 유동근 : 서대한 역

## 시청률
아래의 파란색 숫자는 '최저 시청률'이고, 빨간색 숫자는 '최고 시청률'입니다. 시청률조사회사와 지역별로 시청률에 차이가 있을 수 있습니다.
| 2015년      | 2015년      | 2015년         | 2015년       | 2015년         | 2015년       |
| 회차        | 방송일      | TNmS 시청률    | TNmS 시청률  | AGB 시청률     | AGB 시청률   |
| 회차        | 방송일      | 대한민국(전국) | 서울(수도권) | 대한민국(전국) | 서울(수도권) |
| ----------- | ----------- | -------------- | ------------ | -------------- | ------------ |
| 제1회       | 7월 15일    | 4.8%           | 5.9%         | 5.2%           | 4.9%         |
| 제2회       | 7월 16일    | 3.4%           | 4.1%         | 4.7%           | 4.8%         |
| 제3회       | 7월 22일    | 4.0%           | 4.4%         | 5.2%           | 5.1%         |
| 제4회       | 7월 23일    | 3.8%           | 4.5%         | 4.9%           | 5.3%         |
| 제5회       | 7월 29일    | 4.4%           | 4.5%         | 5.0%           | 5.1%         |
| 제6회       | 7월 30일    | 3.7%           | 4.2%         | 4.8%           | 5.8%         |
| 제7회       | 8월 5일     | 4.7%           | 4.1%         | 5.3%           | 5.5%         |
| 제8회       | 8월 6일     | 3.7%           | 3.8%         | 4.9%           | 4.8%         |
| 제9회       | 8월 12일    | 4.8%           | 4.4%         | 5.9%           | 5.8%         |
| 제10회      | 8월 13일    | 4.6%           | 4.1%         | 4.7%           | 4.5%         |
| 제11회      | 8월 19일    | 4.5%           | 4.3%         | 6.0%           | 6.0%         |
| 제12회      | 8월 20일    | 4.2%           | 5.0%         | 5.7%           | 5.8%         |
| 제13회      | 8월 26일    | 3.9%           | 4.0%         | 4.9%           | 4.9%         |
| 제14회      | 8월 27일    | 4.0%           | 4.5%         | 5.6%           | 5.5%         |
| 제15회      | 9월 2일     | 4.2%           | 4.4%         | 5.4%           | 5.2%         |
| 제16회      | 9월 3일     | 4.4%           | 4.6%         | 6.0%           | 5.8%         |
| 제17회      | 9월 9일     | 4.6%           | 4.4%         | 5.7%           | 5.5%         |
| 제18회      | 9월 10일    | 5.0%           | 5.1%         | 6.0%           | 5.9%         |
| 제19회      | 9월 16일    | 3.5%           | 3.5%         | 5.4%           | 5.2%         |
| 제20회      | 9월 17일    | 4.2%           | 4.7%         | 4.9%           | 4.8%         |
| 평균 시청률 | 평균 시청률 | 4.2%           | 4.4%         | 5.3%           | 5.3%         |

## 수상 경력
- 2015년 KBS 연기대상 조연상 (김서형)

## 용어
- 국민당: 모티브는 새누리당이다.
- 한국민주당: 모티브는 새정치민주연합이다.
- 사회당: 모티브는 정의당이다.

## 동시간대 경쟁작
MBC 수목 미니시리즈
- 《밤을 걷는 선비》 : 2015년 7월 8일 ~ 2015년 9월 10일
- 《그녀는 예뻤다》 : 2015년 9월 16일 ~ 2015년 11월 11일

SBS 드라마 스페셜
- 《가면》 : 2015년 5월 27일 ~ 2015년 7월 30일
- 《용팔이》 : 2015년 8월 5일 ~ 2015년 10월 1일